# 정리
정리(定理)는 철학이나 또는 논리학 특히 수학에서 정의나 공리에 의해 가정(assumption)으로부터 이미 진리로서 증명된 명제를 말한다. 즉, 자명한 진리로서의 공리와 명백하게 규정된 사전적 정의를 전제로 증명할 수 있는 명제이다. 좁은 의미로는, 그와 같은 명제들 중에서 중요한 일반 명제만을 일컫는다. 이런 의미에서의 정리를 증명하기 위해 사용되는 보조적인 명제를 보조정리(lemma)라 하고, 정리로부터 쉽게 도출되는 부가적인 명제를 따름정리(corollary)라 한다.

## 수학
공리를 기초로 증명된 명제이다. 널리 알려진 정리 중 하나로 피타고라스의 정리가 있다.

## 논리학
정리(定理)는 논리학에서 이미 진리라고 증명된 일반 명제를 가리킨다.

## 같이 보기
- 가설